# Johnnie Ray
John Alvin Ray (Dallas (Oregon), 10 januari 1927 – Los Angeles, 24 februari 1990) was een Amerikaans zanger, liedjesschrijver en pianist.
Ray was een van de populairste Amerikaanse zangers van zijn tijd en wordt door velen beschouwd als de voorbode van wat later als rock-'n-roll bestempeld zou worden. Zijn naam komt voor in begin van het liedje Come On Eileen van de Dexys Midnight Runners. Hij wordt ook genoemd in een lied van Van Morrison Sometimes we cry (op het album The Healing Game). Het nummer werd gecoverd door Tom Jones. Van Morrison zingt over Johnnie Ray: I ain't gonna fake it, not like Johnnie Ray. Ook duikt zijn naam op in het nummer We didn't start the fire van Billy Joel, waarin de tekst voornamelijk bestaat uit een opsomming van historische gebeurtenissen. Ray wordt daarin gekoppeld aan het oudste jaar, 1949 en Joels geboortejaar, waarvan gebeurtenissen vermeld worden.
Een van Rays grootste hits is Cry, waarvan twee Nederlandstalige covers bestaan. In 1974 vertolkte Farce Majeure het als een hekeldicht op president Nixon. De tweede en bekendste versie is Als je huilt van André van Duin, die er in augustus 1982 een nummer 1-hit mee had. Tijdens televisieoptredens droeg hij een speciaal ontworpen bril met ingebouwde watersproeier die hij op het publiek richtte.

## Jeugd
Johnnie Ray werd geboren op 10 januari 1927 in Dallas, Oregon als zoon van Elmer en Hazel (geboren Simkins) Ray. Samen met oudere zus Elma bracht Ray een deel van zijn jeugd door op een boerderij en ging hij naar de lagere school in Dallas. Ray begon op driejarige leeftijd met pianospelen en zong vanaf zijn twaalfde in het plaatselijke kerkkoor. Nadat de Verenigde Staten aan de Tweede Wereldoorlog gingen deelnemen, verhuisde het gezin naar Portland, Oregon, waar Ray naar de Franklin High School ging.
Op dertienjarige leeftijd werd Ray doof aan zijn linkeroor na een ongeluk dat plaatsvond tijdens het padvindersspel "dekenwerpen". In latere jaren trad Ray op met een gehoorapparaat. Na een operatie in 1958 was hij bijna volledig doof aan beide oren, hoewel gehoorapparaten hielpen. Ray noemde zijn doofheid cruciaal voor zijn carrière en stijl van optreden en zei: "Mijn behoefte aan oprechtheid gaat terug tot mijn kinderjaren, toen ik mijn gehoor verloor. Ik raakte teruggetrokken. Ik had een emotionele behoefte om een relatie met andere mensen te ontwikkelen. " Na zijn afstuderen aan de middelbare school had ray allerlei bijbaantjes en speelde hij piano in clubs in Salem en Portland.

## Carrière

### Begin carrière en succes
Geïnspireerd door rhythm-and-blueszangers als Kay Starr, LaVern Baker en Ivory Joe Hunter, ontwikkelde Ray een unieke ritmische zangstijl die wordt omschreven als een mix van vroegere rhythm-and-blues en een meer conventionele klassieke popbenadering. Hij begon op 15-jarige leeftijd professioneel te zingen op een radiostation in Portland.
Later trad hij op in comedyshows en theaterproducties in Seattle, Washington voordat hij verhuisde naar Detroit, Michigan. In Detroit trad Ray regelmatig op in de Flame Showbar, een Afro-Amerikaanse nachtclub, waar hij een lokale aanhang kreeg. Tijdens zijn optreden in de Flame trok Ray de aandacht van Bernie Lang, een songplugger, die hem zag optreden met de lokale diskjockey Robin Seymour van radiostation WKMH. Lang ging naar New York om de zanger te promoten bij Danny Kessler van het label Okeh Records. Kessler kwam over uit New York en hij, Lang en Seymour gingen naar de Flame. Volgens Seymour was de reactie van Kessler: "Nou, ik weet het niet. Deze jongen ziet er goed uit op het podium, maar hij zal nooit op platen verschijnen."
Het waren Seymour en Lowell Worley van het plaatselijke kantoor van Columbia Records die Kessler overhaalden om een testopname met Ray te laten maken. Worley zorgde ervoor dat een opname plaatsvond in de United Sound Studios in Detroit. Seymour vertelde verslaggever Dick Osgood dat er een mondelinge overeenkomst was dat hij zou worden ingeschakeld bij de drievoudige deal in het management van Ray. De deal verdampte echter op mysterieuze wijze, evenals Seymours vriendschap met Kessler.
Ray's eerste plaat voor het zwarte Okeh-label, het zelfgeschreven R&B-nummer 'Whiskey and Gin', was een kleine hit in 1951. Toen de leiding van Okeh's moedermaatschappij Columbia Records zich realiseerde dat de blanke Ray een blanke fanbase had ontwikkeld, werd hij verplaatst naar het Columbia-label. In 1952 domineerde hij de Amerikaanse populaire muzieklijsten met de dubbelzijdige hitsingle 'Cry' en 'The Little White Cloud That Cried'. Met de verkoop van meer dan twee miljoen exemplaren van de 78-toeren single, werd  Ray's al snel een tieneridool.

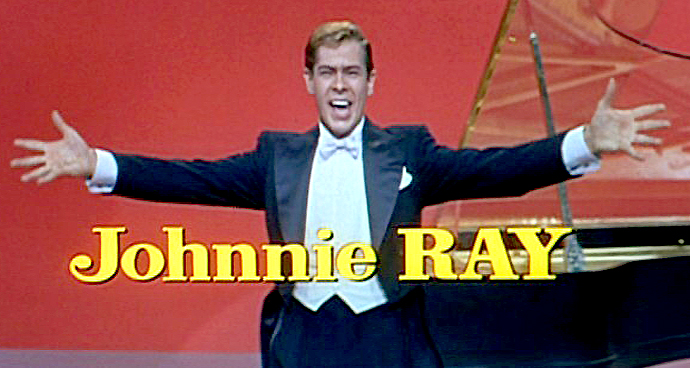
Johnnie Ray in There's No Business Like Show Business (1954)

In de live televisie-uitzending van het populaire Amerikaanse programma "Toast of the Town" van 6 januari 1952 was de eerste van later meerdere  optredens van Ray te zien. In 1955 werd de titel van het programma officieel veranderd in The Ed Sullivan Show.
Ray's theatrale stijl van optreden werd later geassocieerd met rock-'n-roll, waaronder aan zijn haar trekken, op de grond vallen en huilen op het podium. Ray kreeg al snel de bijnamen "Mr. Emotion", "The Nabob of Sob", "The Prince of Wails", en verschillende anderen.
De leiding van 20th Century Fox nam hem in 1954 op in de cast van de film There's No Business Like Show Business naast Ethel Merman als zijn moeder, Dan Dailey als zijn vader, Donald O'Connor als zijn broer, Mitzi Gaynor als zijn zus, en Marilyn Monroe als zijn schoonzus. Een andere film is een cameo als politieagent in Rogue's Gallery. De laatste was bedoeld voor release in bioscopen in 1968, maar werd ingetrokken en werd niet openbaar vertoond totdat NBC de film in 1972 uitzond. Toen Ray in de jaren tachtig werd gevraagd waarom hij na There's No Business Like Show Business, nooit meer een bioscoophit had gemaakt antwoordde hij: "Het is mij nooit gevraagd."
In de jaren 1950, nadat de verkoop van beide kanten van de single "Cry"/"The Little White Cloud That Cried" voorbij was, volgden meer hits, zoals 'Please, Mr. Sun', 'Such a Night', 'Walkin' My Baby Back Home', 'A Sinner Am I' en 'Yes Tonight Josephine'. Hij scoorde een nummer één-hit tijdens de kerstperiode in 1956 in het Verenigd Koninkrijk met 'Just Walkin 'in the Rain' (een nummer waar hij aanvankelijk een hekel aan had). Hij scoorde opnieuw in 1957 met 'You Don't Owe Me a Thing', dat nummer 10 bereikte in de Billboard-hitlijsten in de Verenigde Staten. Hoewel zijn Amerikaanse populariteit in 1957 afnam, bleef hij populair in het Verenigd Koninkrijk en brak hij het bezoekersrecord van mede-Columbia Records-artiest Frankie Laine in het London Palladium . In latere jaren behield hij een trouwe schare fans in het buitenland, met name in Australië.

### Latere carrière
Ray had een hechte band met Dorothy Kilgallen, journalist en tv-spelshow-panellid. Ze maakten kennis met elkaar, kort nadat hij in de Verenigde Staten beroemd geworden was. Ze onderhielden een hechte vriendschap, ook aan het eind van zijn Amerikaanse carrière.
In 1963 werd Bill Franklin de nieuwe manager van Ray, en werden de contracten met Bernie Lang ontbonden. Ray en Franklin geloofden dat de oneerlijkheid van Lang verantwoordelijk was geweest voor het einde van Ray's roem in de Verenigde Staten en voor diens grote schulden bij de belastingdienst.
In 1969 ging Ray op een Europese concerttournee met Judy Garland. Hij was getuige bij haar huwelijk met haar laatste echtgenoot, nachtclubmanager Mickey Deans, in Londen op 15 maart 1969. Denemarken en Zweden behoorden tot de landen waar Ray en Garland samen optraden; ze speelden op 19 maart in Stockholm.
Begin jaren zeventig was er een kleine opleving in Ray's Amerikaanse carrière. Ray had al meer dan tien jaar geen platenalbum of single had uitgebracht, maar verscheen meerdere malen op netwerktelevisie in "The Andy Williams Show" in 1970 en in "The Tonight Show Starring Johnny Carson" in 1972 en 1973. Zijn persoonlijke manager Bill Franklin nam ontslag in 1976 en verbrak het contact met de zanger een paar jaar later. Zijn Amerikaanse heropleving bleek van korte duur te zijn en nam weer af toen de jaren tachtig naderden.
In 1981 huurde Ray Alan Eichler in als zijn manager en hervatte hij zijn optreden begeleid door een instrumentaal trio in plaats van door de grote orkesten waaraan hij en zijn publiek de eerste 25 jaar van zijn carrière gewend waren. Toen Ray en het trio in 1981 optraden in een New Yorkse club "Marty's" op Third Avenue en East 73rd Street, verklaarde The New York Times: "Het feit dat meneer Ray, in de jaren sinds zijn eerste blos van succes, zo weinig in de Verenigde Staten is gezien en gehoord is enigszins ironisch omdat het zijn ritme- en bluesstijl van zingen was die aan de basis stond van de rock-'n-roll die de entertainmentwereld van meneer Ray op zijn kop zette. Ringo Starr van de Beatles wees erop dat de drie zangers waar de Beatles in hun prille dagen naar luisterden Chuck Berry, Little Richard en Johnnie Ray waren.
In 1986 verscheen Ray als taxichauffeur in Los Angeles in de video "Don't Need a Gun" van Billy Idol, en wordt zijn naam genoemd in de tekst van het nummer. Gedurende deze periode speelde Ray over het algemeen op kleine podia in de Verenigde Staten. Hij trad in 1987 op "met een bigbandgroep", volgens een profiel van hem in de Los Angeles Times in dat jaar. Andere optredens in de jaren 80 waren onder meer in Las Vegas, in Atlantic City en in Hollywood, waar zijn show live werd uitgezonden door het radiostation KKJZ ("K-Jazz"). In februari 1987 was een gymzaal van een middelbare school in Alexandria, Louisiana het podium voor een Big Band Gala of Stars met korte sets van Ray, Barbara McNair en andere zangers op leeftijd.
In 1986 behoorden Ray en sitcom-actrice Marla Gibbs tot de beroemdheden die hielpen bij het inwijden van de ster van Billie Holiday op de Hollywood Walk of Fame.
Terwijl Ray's populariteit in de Verenigde Staten in de jaren tachtig bleef afnemen, boekten Australische, Engelse en Schotse promotors hem tot in 1989, zijn laatste jaar van optreden, voor grote podia.

## Muzikale invloeden
Ray werd aanzienlijk beïnvloed door gospelmuziek en tal van Afro-Amerikaanse zangers, met name Billie Holiday, Little Miss Cornshucks en LaVern Baker, evenals door zangeressen als Judy Garland en Kay Starr.

## Privėleven

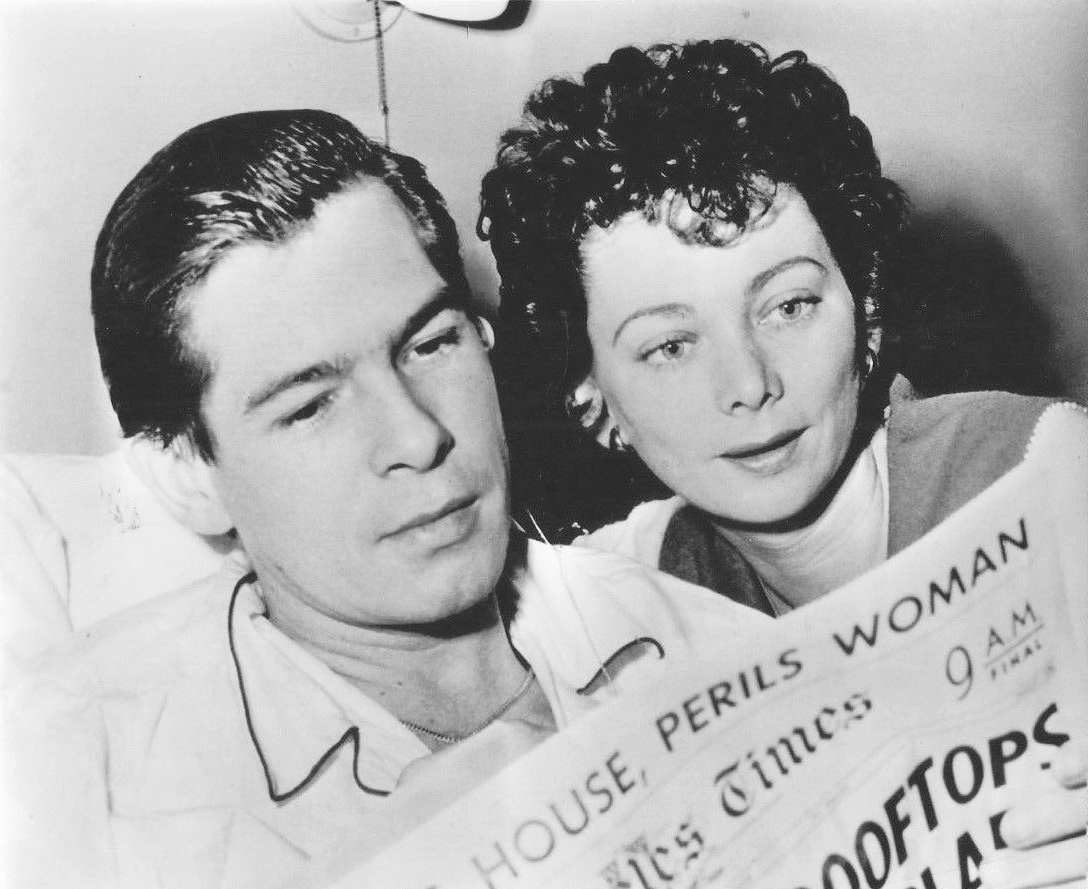
Johnnie Ray en zijn vrouw Martha Morrison in 1954

### Relaties en seksualiteit
Voordat Ray bekendheid kreeg, werd hij in 1951 gearresteerd in Detroit, omdat hij een (undercover) mannelijke politieagent seksueel had lastiggevallen in het toilet van het komedie-theater "Stone Theatre". Voor de rechtbank pleitte hij schuldig aan de aanklacht, betaalde een boete en werd vrijgelaten. Vanwege zijn onbekendheid destijds haalde het bericht de kranten niet, maar nadat hij het jaar daarop beroemd werd, begonnen als gevolg van dit incident geruchten over zijn seksualiteit zich te verspreiden .
Hoewel zij kennis had van de arrestatie, trouwde Marilyn Morrison, dochter van de eigenaar van de nachtclub Mocambo, met Ray op het hoogtepunt van zijn roem in de VS. De huwelijksceremonie vond plaats in New York, kort nadat hij zijn eerste concert aldaar in de Copacabana had gegeven. The New York Daily News maakte van de bruiloft de coverstory op 26 mei 1952, en meldde dat onder meer burgemeester Vincent R. Impellitteri te gast was.
Morrison was zich bewust van Ray's onorthodoxe seksualiteit en vertelde een vriend dat ze 'het zou rechtzetten'. Het paar ging in 1953 uit elkaar en scheidde in 1954. Verschillende schrijvers hebben opgemerkt dat het Ray-Morrison-huwelijk onder valse voorwendselen plaatsvond en dat Ray een langdurige relatie had met zijn manager Bill Franklin. Een biografie van Ray wijst er echter op dat Franklin 13 jaar jonger was dan Ray, en dat zowel hun persoonlijke als zakelijke relaties in 1963 begonnen, vele jaren na de Ray-Morrison-scheiding. In een kranteninterview uit 1953 met James Bacon gaf Ray geruchten over zijn seksualiteit de schuld van het uiteenvallen van zijn huwelijk met Morrison.
In 1959 werd Ray opnieuw gearresteerd voor het seksueel benaderen van een undercoveragent in de Brass Rail in Detroit, een bar die vele jaren later door een biograaf werd beschreven als een toevluchtsoord voor muzikanten en door een andere biograaf als een homobar. Ray kwam na deze tweede arrestatie opnieuw voor de rechter, maar werd niet schuldig bevonden. Twee jaar na zijn dood oordeelden verschillende vrienden van Ray aan biograaf Jonny Whiteside dat hij biseksueel was.
Volgens de twee biografen van Ray, Jonny Whiteside en Tad Mann, had hij geen hechte relatie met een man of een vrouw gedurende de dertien jaar nadat de contacten met Bill Franklin gestopt waren. Ray onderhield wel een loyale vriendschap met zijn tourmanager Tad Mann, die getrouwd was en vijf kinderen had. Tijdens de feesten, die  Ray eind jaren zeventig en gedurende de jaren tachtig gaf in zijn huis in Los Angeles, waren onder meer Mann (echte naam Harold Gaze Mann III) en actrice Jane Withers frequente gasten.
Volgens advocaat en onderzoeker Mark Shaw was het jongste kind van Dorothy Kilgallen Kerry verwekt door Ray. Echtgenoot Richard Kollmar verstootte het kind na de dood van Kilgallen in 1965. In twee boeken die Shaw heeft geschreven, beweert hij dat Kilgallen dertien jaar trouw bleef aan haar man en geruchten over zijn buitenechtelijke affaires negeerde omdat ze er in die periode geen getuige van was. Na jaren van ontrouw werd Kollmar onzorgvuldig, in die mate dat hij in 1953 een mannelijke minnaar meenam naar de hoofdslaapkamer op de derde verdieping van het nieuwe huis van hem en Dorothy, een herenhuis met vijf verdiepingen aan East 68th Street in Manhattan. Nadat Kilgallen de twee mannen in een compromitterende positie had betrapt, besloten zij en Kollmar strikt om zakelijke reden getrouwd te blijven. Hun bedrijf omvatte onder meer Dorothy's dagelijkse radiotalkshow met Kollmar. De shows werden uitgezonden vanuit hun huis en leverden hen een  hoog salaris, bovendien maakten zij reclame voor de Broadway-shows, die Kollmar  produceerde. "Dorothy and Dick", zoals hun radioluisteraars ze kenden, bespraken Ray's zangstijl in hun programma, aldus de Saturday Evening Post-editie van 26 juli 1952 over Ray.
In 1954 kreeg Kilgallen een zoon, die alleen met zijn moeder op foto's in tijdschriften en kranten verscheen, nooit met een vader. Tientallen jaren later sprak Ray vaak over Kilgallen met zijn manager Alan Eichler en bleef hij kapot van haar onverwachte dood in 1965. Volgens Eichler sprak Ray nooit over de geruchten dat hij de vader was van het derde kind van Kilgallen en erkende hij hem nooit. Gedurende de jaren tachtig, toen Eichler Ray's manager was, vonden popjournalisten Ray niet belangrijk genoeg om zijn privéleven te onderzoeken, dus Eichler was niet bekend met de ooggetuigenverslagen die Mark Shaw jaren later ontdekte, en Eichler vroeg Ray niet naar mogelijk vaderschap.

### Gezondheidsproblemen
Ray leed zijn hele leven aan alcoholisme, hoewel in de jaren vijftig, op het hoogtepunt van zijn roem, kranten- en tijdschriftartikelen niets over de omvang van zijn drankprobleem onthulden. Op 2 september 1952 werd Ray in Boston gearresteerd wegens openbare dronkenschap, maar werd vier uur later vrijgelaten. Volgens biograaf Jonny Whiteside dronk hij toen zwaar. In 1960 werd hij in het ziekenhuis opgenomen wegens tuberculose. Na zijn herstel stopte hij  volgens Whiteside met drinken. Zijn muziek was niet meer in omloop  en in de eerste helft van de jaren zestig verscheen hij niet op de Amerikaanse televisie. Bijgevolg plaatsten Amerikaanse kranten wel advertenties voor zijn concerten, maar berichtten ze niets over zijn leven, inclusief burgerlijke staat, gedrag buiten het podium of gezondheidsproblemen.
Pas in december 1966 keerde Ray terug op de Amerikaanse televisie, en zelfs toen was het alleen in een  lokaal in Chicago uitgezonden programma "An Evening with Johnnie Ray". Videobeelden van dit optreden werden begin jaren negentig door Whiteside beoordeeld en hij schreef in zijn biografie dat Ray uitgemergeld en ongezond leek.
In 1969, kort nadat Ray terugkeerde naar de Verenigde Staten van een Europese tournee met Judy Garland, vertelde een Amerikaanse arts hem dat hij gezond genoeg was om af en toe een glas wijn te drinken. In plaats daarvan hervatte hij zijn zware drinken en zijn gezondheid begon achteruit te gaan. Desondanks verscheen hij begin jaren zeventig in de Verenigde Staten verschillende keren op primetime televisie. Nadat de aanbiedingen voor televisie waren gestopt, ging hij door met toeren en trok hij veel media-aandacht buiten de Verenigde Staten, totdat hij op 6 oktober 1989 zijn laatste concert gaf, een benefietconcert voor het Grand Theatre in Salem in Oregon. Ray trad vele jaren op nadat de National Enquirer begon met het onderzoeken en rapporteren van drugsmisbruik door beroemdheden, maar tijdens zijn leven werd er geen melding van hem gemaakt.

## Overlijden
Begin 1990 dwong een slechte gezondheid Ray tot opname in het Cedars-Sinai Medical Center in de buurt van zijn huis in Los Angeles. Hij zat daar meer dan twee weken geïsoleerd zonder medeweten van de journalisten of radiopersoonlijkheden die hem in de jaren tachtig in verschillende landen hadden geïnterviewd.
Op 24 februari 1990 stierf hij aan hepatische encefalopathie als gevolg van leverfalen in Cedars-Sinai. Kay Starr was een van degenen die spraken tijdens een openbare herdenkingsdienst in Forest Lawn Memorial Park in Hollywood. Hij werd begraven op Hopewell Cemetery bij Hopewell in Oregon.

## Muzikale erfenis
Voor zijn bijdrage aan de platenindustrie werd Johnnie Ray in 1960 geëerd met een ster op de Hollywood Walk of Fame op 6201 Hollywood Boulevard.
In 1999 bracht Bear Family Records twee sets van vijf cd's uit met zijn hele oeuvre, elke set met een boek van 84 pagina's over zijn carrière. Zijn grote catalogus is o.a. door Sony Music Entertainment (het moederbedrijf van Columbia Records) en via verzamelaars wereldwijd uitgebracht.
Muziekjournalist Robert A. Rodriguez schreef over Ray's latere relatieve onbekendheid in zijn boek "The 1950s' Most Wanted: The Top 10 Book of Rock & Roll Rebels, Cold War Crises, and All American Oddities uit 2006":
Hoewel hij vandaag de dag nauwelijks herinneringen oproept, was Ray voor het kopen van platen uit de jaren vijftig iets van een vroegere Leonard Cohen of een Morrissey, een oeuvre creërend als de definitie van een depressiefestijn. Met titels als 'What's the Use', 'Oh, What a Sad, Sad Day' en 'Here I Am Broken Hearted', gekoppeld aan een podiumshow dat even emotioneel uitputtend was als een opwekkingsbijeenkomst, domineerde Ray de pre-rock & rolhitlijsten.
Academisch docent Cheryl Herr schrijft in een essay over de impact op van Ray's doofheid op zijn unieke speelstijl en zang: "[Ray was] een zanger wiens gehoorbereik letterlijk de contouren van zijn optreden lijkt te hebben bepaald, de aard van zijn kortstondige populariteit, en zijn blijvende iconische status in pre-rock en proto-rock."

## Selectie discografie

### Hits
| 1951              | 'Cry' (met Four Lads)                                 | 1   | —  | 1 | —    |
| 1951              | 'The Little White Cloud That Cried' (met Four Lads)   | 2   | —  | 6 | —    |
| 1952              | 'Please, Mr. Sun' (met Four Lads)                     | 6   | —  | — | —    |
| 1952              | 'Here Am I-Broken Hearted' (met Four Lads)            | 8   | —  | — | —    |
| 1952              | 'What's the Use?' (met Four Lads)                     | 13  | —  | — | —    |
| 1952              | 'Walkin' My Baby Back Home'                           | 4   | 6  | — | 12   |
| 1952              | 'All of Me'                                           | 12  | —  | — | —    |
| 1952              | 'A Sinner Am I' (met Four Lads)                       | 20  | —  | — | —    |
| 1952              | 'Love Me (Baby Can"t You Love Me)'                    | 25  | —  | — | —    |
| 1952              | 'Faith Can Move Mountains'                            | —   | 20 | — | 7    |
| 1952              | 'Gee, But I'm Lonesome'                               | —   | 37 | — | —    |
| 1952              | 'A Full-Time Job' (met Doris Day)                     | 20  | 21 | — | 11   |
| 1952              | 'Ma Says, Pa Says' (met Doris Day)                    | 23  | 28 | — | 12   |
| 1953              | 'I'm Gonna Walk and Talk met My Lord' (met Four Lads) | 24  | —  | — | —    |
| 1953              | 'Somebody Stole My Gal'                               | 8   | 24 | — | 6    |
| 1953              | 'Candy Lips' (met Doris Day)                          | 17  | 18 | — | —    |
| 1953              | 'Let's Walk That-a-Way' (met Doris Day)               | —   | 31 | — | 4    |
| 1953              | 'met These Hands' (met Four Lads)                     | 29  | —  | — | —    |
| 1953              | 'All I Do Is Dream of You'                            | 27  | —  | — | —    |
| 1953              | 'Please Don"t Talk About Me When I'm Gone'            | 29  | —  | — | —    |
| 1954              | 'You'd Be Surprised'                                  | 25  | —  | — | —    |
| 1954              | 'Such a Night'                                        | 19  | 18 | — | 1    |
| 1954              | 'Hey There'                                           | 27  | —  | — | 5    |
| 1954              | 'Hernando's Hideaway'                                 | 14  | 20 | — | 11   |
| 1954              | 'to Ev'ry Girl-To Ev'ry Boy'                          | 26  | 40 | — | —    |
| 1955              | 'As Time Goes By'                                     | —   | 35 | — | —    |
| 1955              | 'If You Believe'                                      | —   | —  | — | 7    |
| 1955              | 'Paths of Paradise'                                   | —   | 42 | — | 20   |
| 1955              | 'Song of the Dreamer'                                 | —   | 10 | — | 10   |
| 1955              | 'Johnnie's Comin' Home'                               | 100 | —  | — | —    |
| 1956              | 'Who's Sorry Now'                                     | —   | —  | — | 17   |
| 1956              | 'Ain"t Misbehavin''                                   | —   | —  | — | 17   |
| 1956              | 'Just Walkin' in the Rain'                            | 2   | 3  | — | 1    |
| 1957              | 'You Don"t Owe Me a Thing'                            | 10  | 10 | — | 12   |
| 1957              | 'Look Homeward, Angel'                                | 36  | 42 | — | 7    |
| 1957              | 'Yes Tonight Josephine'                               | 12  | 24 | — | 1    |
| 1957              | 'Build Your Love (On a Strong Foundation)'            | 58  | 31 | — | 17   |
| 1957              | 'Up Above My Head' (met Frankie Laine)                | —   | —  | — | 25   |
| 1957              | 'Good Evening Friends' (met Frankie Laine)            | —   | —  | — | flip |
| 1958              | 'Up Until Now'                                        | 81  | 87 | — | —    |
| 1959              | 'I'll Never Fall In Love Again'                       | 75  | 76 | — | 26   |
| '—' geen notering |                                                       |     |    |   |      |

### Studioalbums
- Johnnie Ray (Columbia, 1952)
- I Cry For You (Columbia, 1955)
- The Big Beat (Columbia, 1957)
- '"till Morning (Columbia, 1958)
- On The Trail (Columbia, 1959)
- A Sinner Am I (Philips Records, United Kingdom, 1959)
- Johnnie Ray (aka '"till the Clouds Roll By) (Liberty Records, 1962)
- Yesterday, Today and Tomorrow (Celebrity Records, United Kingdom, 1976)
- Remembering (K-Tel Records, stereo re-recordings of his hits)

### Livealbums
- Johnnie Ray At The London Palladium (Philips Records, United Kingdom and other overseas territories, 1954)
- Johnnie Ray in Las Vegas (Columbia Records, United States, 1958)

### Compilaties
- Johnny Ray's Greatest Hits (Columbia Records CL 1227)
- 20 Golden Greats (Columbia Records & Warwick Records, UK PR 5065 - 1979)
- High Drama: The Real Johnnie Ray (Columbia/Legacy, 1997)
- Cry (Bear Family Records, 1999)
- Yes Tonight, Josephine (Bear Family Records, 1999)

### Liedjes
1951
- 'Cry' (met The Four Lads)
- '(Here Am I) Brokenhearted' (met The Four Lads)
- 'The Little White Cloud That Cried' (met The Four Lads)
- 'She Didn"t Say Nothin' At All'
- "tell The Lady I Said Goodbye'
- 'Whiskey And Gin'

1952
- 'All of Me'
- 'A Sinner Am I'
- 'Candy Lips' (met Doris Day)
- 'Coffee and Cigarettes (Think It Over)' (met The Four Lads)
- 'Don"t Blame Me'
- 'Faith Can Move Mountains' (met The Four Lads)
- 'Let's Walk That-A-Way' (met Doris Day)
- 'Mountains in the Moonlight'
- 'Out in the Cold Again' (met The Four Lads)
- 'Please, Mr. Sun' (met The Four Lads)
- "the Lady Drinks Champagne'
- 'Walkin' My Baby Back Home'
- 'Don"t Take Your Love From Me'
- 'Somebody Stole My Gal'

1953
- 'Full Time Job' (met Doris Day)
- 'Ma Says, Pa Says' (met Doris Day)

1954
- 'Alexander's Ragtime Band'
- 'As Time Goes By'
- 'Going-Going-Gone'
- 'Hernando's Hideaway'
- 'Hey There'
- 'If You Believe'
- 'Johnnie's Comin' Home'
- 'Such a Night'

1955
- 'Flip, Flop and Fly'
- 'I've Got So Many Million Years'
- 'Paths of Paradise'
- 'Song of the Dreamer'

1956
- 'Ain"t Misbehavin''
- 'Everyday I Have The Blues'
- 'How Long, How Long Blues'
- 'I Want to Be Loved (But Only by You)'
- 'I'll Never Be Free'
- 'I'm Gonna Move to the Outskirts of Town'
- 'Just Walkin' in the Rain'
- 'Lotus Blossom'
- 'Sent For You Yesterday'
- 'Shake A Hand'
- 'Who's Sorry Now?'

1957
- 'Build Your Love (On a Strong Foundation)'
- 'Good Evening Friends' (met Frankie Laine)
- 'Look Homeward Angel'
- 'Should I?'
- 'Soliloquy Of a Fool'
- 'Street Of Memories'
- 'Up Above My Head' (met Frankie Laine)
- 'You Don"t Owe Me a Thing'
- 'Yes Tonight Josephine'

1958
- 'I'm Beginning To See the Light'
- 'I'm Confessin''
- "the Lonely Ones'
- 'Up Until Now'

1959
- 'Cool Water'
- 'Empty Saddles'
- 'I'll Never Fall in Love Again'
- 'It's All in the Game'
- 'Red River Valley'
- "twilight On the Trail'
- 'Wagon Wheels'
- 'When It's Springtime in the Rockies'

1960
- 'I'll Make You Mine'

1961
- 'Lookout Chattanooga'
- 'Shop Around'

## Filmografie
| Jaar | Titel                                  | Rol           | Opmerking               |
| ---- | -------------------------------------- | ------------- | ----------------------- |
| 1954 | There's No Business Like Show Business | Steve Donahue | eerste film             |
| 1956 | Sally                                  | Conrad        | eerste Warner Bros film |
| 1968 | Rogue's Gallery                        | Politieman    |                         |

- Bibsys: 8032079
- Biblioteca Nacional de España: XX10287
- Bibliothèque nationale de France: cb13950164p (data)
- Gemeinsame Normdatei: 11927891X
- International Standard Name Identifier: 0000 0000 8116 1658
- Library of Congress Control Number: n88100778
- MusicBrainz: a74dcc96-ed1b-4b0c-8492-cc5345d629d8
- Nationale Bibliotheek van Tsjechië: xx0194220
- Nationale bibliotheek van Australië: 36015610
- Nationale Bibliotheek van Israël: 987007342237505171
- Nationale en Universitaire bibliotheek Zagreb: 000099316
- Nederlandse Thesaurus van Auteursnamen: 100438881
- SNAC: w6fx9gw1
- Trove: 1186482
- Virtual International Authority File: 37107693
- WorldCat: E39PBJfGWkH69tFPy6W8JDfTHC